# Delphyre elegans
Delphyre elegans là một loài bướm đêm thuộc phân họ Arctiinae, họ Erebidae.